# 第101回日劇學院賞
←第100回 - 第101回 - 第102回→
第101回日劇學院賞，針對2019年4月到6月在日本播出之春季檔連續劇所做出的投票與評比。本季獲最優秀作品賞為東京電視台的《昨日的美食》，此劇共獲四項獎本季最多，亦是東京電視台首次獲得最優秀作品賞。

## 得獎名單

### 最優秀作品賞
1. 昨日的美食[1]
2. 完美世界
3. 破案神手
4. 我要準時下班
5. 腐女無意間跟Gay告白

- 讀者票：1. 我的裙子，去哪了？；2. 破案神手；3. 完美世界；4. 昨日的美食；5. 我要準時下班
- 記者票：1. 昨日的美食；2. 我要準時下班；3. 完美世界；4. 破案神手；5. X光室的奇蹟～放射科的診斷報告～
- 評審票：1. 昨日的美食； 2. 腐女無意間跟Gay告白； 3. 對面的爆紅家族（日语：向かいのバズる家族）；3. 狂賭之淵2； 3. X光室的奇蹟～放射科的診斷報告～； 3. 完美世界

### 主演男優賞
1. 內野聖陽（昨日的美食）[2]
2. 西島秀俊（昨日的美食）
3. 山下智久（破案神手）
4. 松坂桃李（完美世界）
5. 古田新太（我的裙子，去哪了？）

- 讀者票：1. 山下智久（破案神手）；2. 古田新太（我的裙子，去哪了？）；3. 松坂桃李（完美世界）；4. 窪田正孝（X光室的奇蹟～放射科的診斷報告～）；5. 藤谷太輔（MIRROR TWINS（日语：ミラー・ツインズ））
- 記者票：1. 內野聖陽（昨日的美食）；2. 西島秀俊（昨日的美食）；3. 松坂桃李（完美世界）；4. 金子大地（腐女無意間跟Gay告白）；5. 古田新太（我的裙子，去哪了？）；5. 窪田正孝（X光室的奇蹟～放射科的診斷報告～）
- 評審票：1. 內野聖陽（昨日的美食）；2. 西島秀俊（昨日的美食）； 3. 金子大地（腐女無意間跟Gay告白）； 4. 古田新太（我的裙子，去哪了？）；5. 山下智久（破案神手）

### 主演女優賞
1. 吉高由里子（我要準時下班）[3]
2. 二階堂富美（殺人草莓夜SAGA（日语：殺人草莓夜(電視劇)））
3. 天海祐希（女王偵訊室）
4. 濱邊美波（狂賭之淵2）
5. 中條彩未（白衣戰士!（日语：白衣の戦士!））

- 讀者票：1. 吉高由里子（我要準時下班）；2. 天海祐希（女王偵訊室3）；3. 中條彩未（白衣戰士!）；4. 二階堂富美（草莓之夜SAGA）；5. 濱邊美波（狂賭之淵2）
- 記者票：1. 吉高由里子（我要準時下班）；2. 濱邊美波（狂賭之淵2）；3. 二階堂富美（草莓之夜SAGA）；4. 內田理央（對面的爆紅家族）；5. 天海祐希（女王偵訊室3）
- 評審票：1. 天海祐希（女王偵訊室3）； 1. 二階堂富美（草莓之夜SAGA）； 3. 吉高由里子（我要準時下班）；4. 內田理央（對面的爆紅家族）； 4. 濱邊美波（狂賭之淵2）

### 助演男優賞
1. 濱田岳（破案神手）[4]
2. 向井理（我要準時下班）
3. 三上博史（集團左遷!!）
4. 松村北斗（完美世界）
5. 中山裕介（日语：ユースケ・サンタマリア）（我要準時下班）

- 讀者票：1. 松村北斗（完美世界）；2. 濱田岳（破案神手）；3. 永瀨廉（我的裙子，去哪了？）；4. 長尾謙杜（我的裙子，去哪了？）；5. 向井理（我要準時下班）
- 記者票：1. 向井理（我要準時下班）；2. 濱田岳（破案神手）；3. 瀨戶康史（完美世界）；4. 松村北斗（完美世界）；5. 中川大志（狂賭之淵2）；5. 中山裕介（我要準時下班）；5. 重岡大毅（草莓之夜SAGA）
- 評審票：1. 三上博史（集團左遷!!）； 2. 濱田岳（破案神手）； 3. 中山裕介（我要準時下班）；4. 瀨戶康史（完美世界）；5. 山本耕史（昨日的美食）

### 助演女優賞
1. 菜菜緒（破案神手）[5]
2. 山本美月（完美世界）
3. 藤野涼子（腐女無意間跟Gay告白）
4. 白石麻衣（我的裙子，去哪了？）
5. 松村沙友理（狂賭之淵2）

- 讀者票：1. 菜菜緒（破案神手）；2. 白石麻衣（我的裙子，去哪了？）；3.山本美月（完美世界）；4. 高橋光（我的裙子，去哪了？）；5. 松下奈緒（我的裙子，去哪了？）
- 記者票：1. 山本美月（完美世界）；2. 廣瀨愛麗絲（X光室的奇蹟～放射科的診斷報告～）；3. 仲里依紗（東京單身男子（日语：東京独身男子））；4. 松村沙友理（狂賭之淵2）；5. 菜菜緒（破案神手）；5. 宍戶佑名（日语：シシド・カフカ）（我要準時下班）
- 評審票：1. 菜菜緒（破案神手）； 2. 藤野涼子（腐女無意間跟Gay告白）； 3. 白石麻衣（我的裙子，去哪了？）；4. 松村沙友理（狂賭之淵2）；5. 田中美佐子（昨日的美食）

### 主題曲賞
1. 《找不同》菅田將暉（完美世界）[6]
2. 《CHANGE》山下智久（破案神手）
3. 《我們的明天》ELEPHANT KASHIMASHI（集團左遷!!）

- 讀者票：1. 《CHANGE》山下智久（破案神手）；2. 《找不同》菅田將暉（完美世界）；3. 《喜歡憂鬱的天空》THE COINLOCKERS（我的裙子，去哪了？）；4. 《雨後天晴》Johnny's WEST（白衣戰士!）；5. 《Remember Me》MAN WITH A MISSION（X光室的奇蹟～放射科的診斷報告～）
- 記者票：1. 《找不同》菅田將暉（完美世界）；2. 《帰り道》OVERGROUND ACOUSTIC UNDERGROUND（昨日的美食）；3. 《Remember Me》MAN WITH A MISSION（X光室的奇蹟～放射科的診斷報告～）；4. 《Ambitious》Superfly（我要準時下班）；5. 《我們的明天》ELEPHANT KASHIMASHI（集團左遷!!）
- 評審票：1.《找不同》菅田將暉（完美世界）；2.《CHANGE》山下智久（破案神手）；3. 《我們的明天》ELEPHANT KASHIMASHI（集團左遷!!）；4. 《ばけもの》NakamuraEmi（Mistresses～女人們的秘密～（日语：ミストレス〜女たちの秘密〜））；4. 《Rain》龜梨和也（草莓之夜SAGA）

### 劇本賞
1. 安達奈緒子（昨日的美食）[7]
2. 奧寺佐渡子、清水友佳子（我要準時下班）
3. 三浦直之（腐女無意間跟Gay告白）

### 導演賞
1. 中江和仁、野尻克己、片桐健滋（昨日的美食）[8]
2. 平野俊一、岡本伸吾、青山貴洋（破案神手）
3. 盆子原誠、大嶋慧介、上田明子、野田雄介（腐女無意間跟Gay告白）

## 外部連結
- 第101回日劇學院賞 （页面存档备份，存于）